# Junk (nummer)
"Junk" is een nummer van de Britse muzikant Paul McCartney. Hij schreef het oorspronkelijk voor zijn band The Beatles, die het wel opnamen maar niet uitbrachten. In 1970 verscheen het nummer als de zesde track op zijn eerste soloalbum McCartney. De versie van The Beatles verscheen in 1996 voor het eerst op het compilatiealbum Anthology 3.

## Achtergrond
McCartney schreef "Junk" in 1968 toen The Beatles in India waren voor het beoefenen van transcendente meditatie. In dezelfde periode schreef hij ook het nummer "Teddy Boy". Toen de band terugkeerde naar het Verenigd Koninkrijk, namen zij demoversies van een groot aantal nummers die zij in India hadden geschreven op in het huis van gitarist George Harrison. Deze zogeheten "Esher demos" verschenen in 1996 voor het eerst op het compilatiealbum Anthology 3 en stonden in 2018 ook op de heruitgave ter gelegenheid van de vijftigste verjaardag van het album The Beatles. Er werd overwogen om het nummer daadwerkelijk op The Beatles te zetten, maar het kwam niet op dit album terecht. Het werd ook voorgesteld om het op Abbey Road te zetten, maar dit ging ook niet door.
Na het uiteenvallen van The Beatles nam McCartney in februari 1970 een soloversie van "Junk" op voor zijn eerste soloalbum McCartney. Het nummer droeg onder meer de werktitels "Jubilee" en "Junk in the Yard". McCartney nam twee takes op, een met zang en een zonder. De versie met zang verscheen als "Junk", terwijl de iets langere versie zonder zang ook op het album terechtkwam onder de titel "Singalong Junk". In het nummer bezingt McCartney een aantal items uit een uitdragerij, waaronder parachutes, legerlaarzen en slaapzakken voor twee personen. "Singalong Junk" werd als eerste opgenomen en zou oorspronkelijk dienen als backing track voor de uiteindelijke versie van het nummer. McCartney koos echter voor een simpeler arrangement en nam het zodoende opnieuw op.
Alhoewel "Junk" niet al te bekend is, heeft McCartney het altijd een goed nummer gevonden. Zo speelde hij het in 1991 tijdens zijn optreden voor het televisieprogramma MTV Unplugged; deze versie verscheen later dat jaar op zijn livealbum Unplugged (The Official Bootleg). Ook verscheen het op de compilatiealbums Wingspan: Hits and History uit 2001 en Pure McCartney uit 2016.